# Wela
Elisabeth Wierzbicka (polonês: Elżbieta Wierzbicka), mais conhecida como Wela (Cracóvia, 1964), é uma pintora e escultora polonesa.
Estudou entre 1984 e 1989 na Academia de Belas Artes de Cracóvia. Em 1989, ela continuou sua formação na École Supérieure des Beaux-Arts, em Paris, e começou uma carreira como um artista internacional em vários países. Em seu estúdio na região de Paris é a pintura, desenhos e instalações monumentais, que emprestam as áreas, volumes e materiais para pintura e escultura contemporânea. 
Memória de trabalho, identidade, e o tempo de apagamento dividido. Sua abordagem artística nasce de uma reflexão sobre o impacto visual e psicológico de uma obra de arte, dada a subjetividade do espectador. Envolvendo sua relação com o ambiente, seu trabalho é medido como o lugar onde se encontra exposta.